# Episodi di Le cose che amo di te (prima stagione)
La prima stagione della serie televisiva Le cose che amo di te è andata in onda negli Stati Uniti d'America dal 20 settembre 2002 al 9 maggio 2003 sul canale statunitense The WB.
In Italia è stata trasmessa dal 7 luglio all'11 agosto 2006 su Rai 2.
| nº | Titolo originale          | Titolo italiano               | Prima TV USA      | Prima TV Italia |
| -- | ------------------------- | ----------------------------- | ----------------- | --------------- |
| 1  | Pilot                     | Un amore di sorella           | 20 settembre 2002 | 7 luglio 2006   |
| 2  | Spa Day                   | Dal fango alle stelle         | 27 settembre 2002 |                 |
| 3  | Roommates                 | Regole di convivenza          | 4 ottobre 2002    |                 |
| 4  | The Teddy Bear            | L'orsacchiotto                | 11 ottobre 2002   |                 |
| 5  | Cool Older Sister         | La nuova Valerie              | 18 ottobre 2002   |                 |
| 6  | The Parrot Trap           | Timmy va in pensione          | 1º novembre 2002  |                 |
| 7  | Tankini                   | Il terzo incomodo             | 8 novembre 2002   |                 |
| 8  | Copy That                 | La ragazza delle fotocopie    | 15 novembre 2002  |                 |
| 9  | Thanksgiving              | Il tacchino d'oro             | 22 novembre 2002  |                 |
| 10 | The Party                 | La festa                      | 10 gennaio 2003   |                 |
| 11 | The Other Woman           | L'altra donna                 | 17 gennaio 2003   |                 |
| 12 | Girls Night Out           | Serata libera                 | 24 gennaio 2003   |                 |
| 13 | The Cheerleading Incident | L'incidente delle cheerleader | 31 gennaio 2003   |                 |
| 14 | The Game                  | La partita                    | 7 febbraio 2003   |                 |
| 15 | Valentine's Day           | Il giorno di San Valentino    | 14 febbraio 2003  |                 |
| 16 | Holly's First Job         | Il primo lavoro di Holly      | 21 febbraio 2003  |                 |
| 17 | The Breakup               | L'addio                       | 28 febbraio 2003  |                 |
| 18 | Dude, Where's Val's Car?  | Dov'è la mia macchina?        | 7 marzo 2003      |                 |
| 19 | Loose Lips                | Quasi bacio                   | 4 aprile 2003     |                 |
| 20 | The Fix-Up                | Appuntamento combinato        | 25 aprile 2003    |                 |
| 21 | The Talk                  | Doppia morale                 | 9 maggio 2003     |                 |
| 22 | Tyler vs. World           | Tyler contro il mondo         | 3 maggio 2003     | 11 agosto 2006  |